# Léopold Mailhan
Pour les articles homonymes, voir Mailhan.
Léopold Mailhan est un arbitre de rugby à XV français, né le 18 mai 1886 et décédé le 18 novembre 1952, journaliste, ayant eu le privilège d'arbitrer quatre finales d'épreuves d'importance dans la France d'avant-guerre:
- Championnat de France en 1938
- Challenge Yves du Manoir en 1935, 1938 et 1939

Après Louis Dedet, il fut le second arbitre international français, supervisant les France-Allemagne de 1933, 1935 et 1937, et le 1er France-Italie (non officiel) de 1935.

## Personnel
- Membre de la commission centrale des arbitres
- Médaillé d'or de la FFR en 1928